# Leptocaris minimus
Leptocaris minimus är en kräftdjursart som först beskrevs av Jakobi 1954.  Leptocaris minimus ingår i släktet Leptocaris och familjen Darcythompsoniidae. Inga underarter finns listade i Catalogue of Life.